# USONヌヴェール・ラグビー
ユニオン・スポルティヴ・オランピック・ニヴェルネーズ・ヌヴェール・ラグビー（仏: Union Sportive Olympique Nivernaise Nevers Rugby）は、フランスのヌヴェールに本拠地を置くラグビーユニオンクラブである。スタジアムはスタッド・デュ・プレ・フレウリ。プロD2（2部）に所属。通称はUSONヌヴェール・ラグビー（USON Nevers Rugby）。

## 歴史
1903年創設。
2016-17シーズン後にフェデラル1から昇格して以降は、プロD2でプレー。

## スコッド
- クレオパ・クンディオナ(ジンバブエ代表)
- ファライ・ムダリキ(ジンバブエ代表)
- ラシャ・ジャイアニ(ジョージア代表)
- セニオ・トレアフォア(サモア代表)

## 歴代所属選手
- ノダル・チェイシュヴィリ(ジョージア代表)
- マテキトンガ・モエアキオラ(アメリカ代表)
- ゴティエ・ギブアン(スペイン代表)
- ジュリアン・バーガー(ベルギー代表)
- チョサイア・ライスンゲ(7人制フィジー代表)
- セイララ・ラム(サモア代表)
- グラム・パイドゼ(ジョージア代表)
- バスティアン・シャルロー(フランス代表)
- ファートイナ・アウタガバイア(サモア代表)